# Poyntonophrynus hoeschi
Poyntonophrynus hoeschi es un anfibio anuro de la familia Bufonidae. Anteriormente incluida en el género Bufo. Es un endemismo de Namibia. Su hábitat] son regiones muy secas semi desérticas, normalmente cerca de zonas rocosas. 

## Publicación original
- Ahl, 1934 : Über eine kleine Froschsammlung aus Deutsch Südwestafrika. Zoologischer Anzeiger, vol. 107, p. 333-336.